# Schildweber
Der Schildweber (Euplectes ardens) auch Schildwida zählt innerhalb der Familie der Webervögel (Ploceidae) zur Gattung der Feuerweber (Euplectes).
Die Bezeichnung „Schildweber“ ist gelegentlich auch für eine andere Vogelart gebräuchlich, den Rotsteißweber.
Das Artepitheton kommt von lateinisch ardere ‚brennen‘.

## Merkmale
Der Schildweber ist etwa 25 cm groß und 20–26 g schwer, das Weibchen ist etwas kleiner und leichter. Der Vogel hat einen kräftigen konischen, dunkelgrauen Schnabel, schwarze Augen und dunkle Beine.
Das Männchen ist im Prachtkleid schwarz mit gelben Federrändern am Flügel und einem rot bis orange-rotem Band unterschiedlicher Ausdehnung sowie einem langen schwarzen Schwanz.
Im Schlichtkleid ist er wie das Weibchen ockerfarben, mit hellem Überaugenstreif, auf der Oberseite schwärzlich, ockerfarben gestreift und kurzschwänzig.

## Verbreitung und Lebensraum
Der Lebensraum umfasst unterschiedliche Habitate einschließlich offenen oder buschbestandenen Graslandes, Getreidefelder eher trocken, von Meereshöhe bis 3000 m.

## Geografische Variation
Es werden folgende Unterarten anerkannt:
- E. a. ardens (Boddaert, 1863), Nominatform, im Süden Malis und des Sudans, im Norden Guineas, Liberias und der Elfenbeinküste, in Sierra Leone, im Südwesten Nigers, in Nigeria, Kamerun, in der Zentralafrikanischen Republik, im Süden der Republik Kongo, in der Demokratischen Republik Kongo, in Angola, Uganda, im Westen Kenias, in Tansania bis Sambia, Malawi, Mosambik, Simbabwe, Eswatini, im Tiefland Lesothos und im Osten Südafrikas.
- E. a. laticauda (M. H. C. Lichtenstein, 1823), im Hochland Äthiopiens, Eritreas und im Südosten des Sudans
- E. a. suahelicus (Van Someren, 1921), rotes Brustband wie ein Kopftuch über die Kappe ausgedehnt, im Hochland von Kenia und Tansania[5]

Die früher beschriebenen, nachstehend genannten Unterarten werden nicht mehr als solche aufgeführt:
- E. a. concolor (Cassin, 1848), nur schwarz, im Westen Ugandas, Ruandas und Burundis.[5][7]
- E. a. tropicus (Reichenow, 1904), Rot bis orange-roter Band zwischen Kehle und Brust, im Südwesten Ugandas und in Tansania[5][8]

## Ernährung
Schildweber ernähren sich von Grassamen wie Sorgumhirsen, Guineagras und anderen.

## Fortpflanzung
Die Brutzeit liegt in Sierra Leone zwischen Oktober und November, in Liberia zwischen September und Oktober, in Nigeria und Kamerun zwischen September und November.

## Gefährdungssituation
Der Schildweber gilt als nicht gefährdet (Least Concern).